# Élections législatives sud-coréennes de 1988
 (février 2019).
Le contenu est difficilement compréhensible vu les erreurs de traduction, qui sont peut-être dues à l'utilisation d'un logiciel de traduction automatique.
Des élections législatives ont eu lieu en Corée du Sud le 26 avril 1988.  Le parti au pouvoir, le Parti de la justice démocratique (DJP), au pouvoir, a remporté 125 des 299 sièges à l'Assemblée nationale . Le taux de participation était de 75,8%. C’était la première fois depuis 1950 que le parti au pouvoir ne remportait pas la majorité à l’Assemblée nationale. En janvier 1990, le DJP fusionna avec deux autres partis de l’opposition, laissant au Parti démocratique pour la paix et son leader Kim Dae-jung, en seul parti d'opposition.

## Parties
Le Parti de la justice démocratique (DJP) au pouvoir avait récemment élu le président Roh Tae-woo. Tout en restant le plus grand parti, le DJP a perdu sa majorité absolue au Parlement. Le parti était entravé par une opposition plus forte et l’impopularité de l’ancien chef du parti et président Chun Doo-hwan.Le Parti démocratique pour la paix de l' opposition dirigé par le chef de l'opposition vétéran Kim Dae-jung, est devenu le deuxième parti en importance, remportant plus de sièges qu'un autre parti d'opposition, le Parti démocratique de la réunification (RDP). Kim Dae-jung, arrivée en 1987, avait terminé troisième lors de l'élection présidentielle sud-coréenne. Cependant, les élections ont également montré les limites du parti, le classant troisième après DJP et RDP au vote populaire et ne remportant que des sièges aux Honam et Sudogwon.
Pour le parti démocratique de la réunification de Kim Young-sam , les élections ont été un revers majeur, remportant la troisième place sur le total des sièges au parlement. C'était après que Kim Young-Sam s'était classé deuxième lors de la première élection présidentielle démocratique , juste devant Kim Dae-jung.
Le Nouveau Parti républicain démocratique (NDRP), dirigé par l'ancien Premier ministre Kim Jong-pil, s'est classé quatrième. Cependant, grâce à l'incapacité du DJP à obtenir la majorité absolue, l'opposition sont devenues le faiseur de roi de la nouvelle Assemblée nationale .
En janvier 1990, le DJP fusionna avec les partis de Kim Young-Sam et Kim Jong-pil pour former le Parti libéral démocrate, qui se présenta aux élections présidentielles de 1992 .

## Résultats
|                 | PJD             | 6 670 494  | 33,96 | 1,29  | 87  | 38 | 125 | 23  |  |  |  |  |  |  |
|                 | PDR             | 4 680 175  | 23,83 | Nv    | 46  | 13 | 59  | Nv  |  |  |  |  |  |  |
|                 | PDP             | 3 783 279  | 19,26 | Nv    | 54  | 16 | 70  | Nv  |  |  |  |  |  |  |
|                 | NPDR            | 3 062 506  | 15,59 | Nv    | 27  | 8  | 35  | Nv  |  |  |  |  |  |  |
|                 | Autres          | 1 445 586  | 7,36  | 57,39 | 10  | 0  | 10  | 118 |  |  |  |  |  |  |
|                 |                 |            |       |       |     |    |     |     |  |  |  |  |  |  |
| Votes valides   | Votes valides   | 19 642 040 | 98,95 |       |     |    |     |     |  |  |  |  |  |  |
| Votes invalides | Votes invalides | 208 775    | 1,05  |       |     |    |     |     |  |  |  |  |  |  |
| Total           | Total           | 19 850 815 | 100   | -     | 224 | 75 | 299 | 23  |  |  |  |  |  |  |
| Abstentions     | Abstentions     | 1 714 214  | 22,24 |       |     |    |     |     |  |  |  |  |  |  |
| Inscrits/Part.  | Inscrits/Part.  | 26 198 205 | 75,77 |       |     |    |     |     |  |  |  |  |  |  |